# Budy Michałowskie (powiat grodziski)
Budy Michałowskie – wieś sołecka w Polsce położona w województwie mazowieckim, w powiecie grodziskim, w gminie Jaktorów.
W latach 1975–1998 miejscowość należała administracyjnie do województwa skierniewickiego.